# Mòng biển Vega
Mòng biển Vega, mòng biển đông Siberia, hay mòng biển cá trích đông Siberia (tên khoa học Larus vegae) là 1 loài mòng biển lớn của phức hợp mòng biển săn cá trích/mòng biển nhỏ lưng đen sinh trưởng tại Đông Bắc Á. Phân loại của loài vẫn còn gây nhiều tranh cãi và không chắc chắn. Chúng được đề cập theo nhiều hướng khác nhau như 1 loài riêng biệt, cũng như phân loài của mòng biển cá trích châu Mỹ (L. smithsonianus) hoặc được bao gồm với cả hai loài mòng biển cá trích châu Mỹ và mòng biển cá trích châu Âu trong danh pháp L. argentatus. Mòng biển Mông Cổ, Larus mongolicus, trước đây từng được xem là một phân loài của mòng biển Caspi (L. cachinnans) nhưng bây giờ đôi khi được gộp chung với mòng biển Vega.

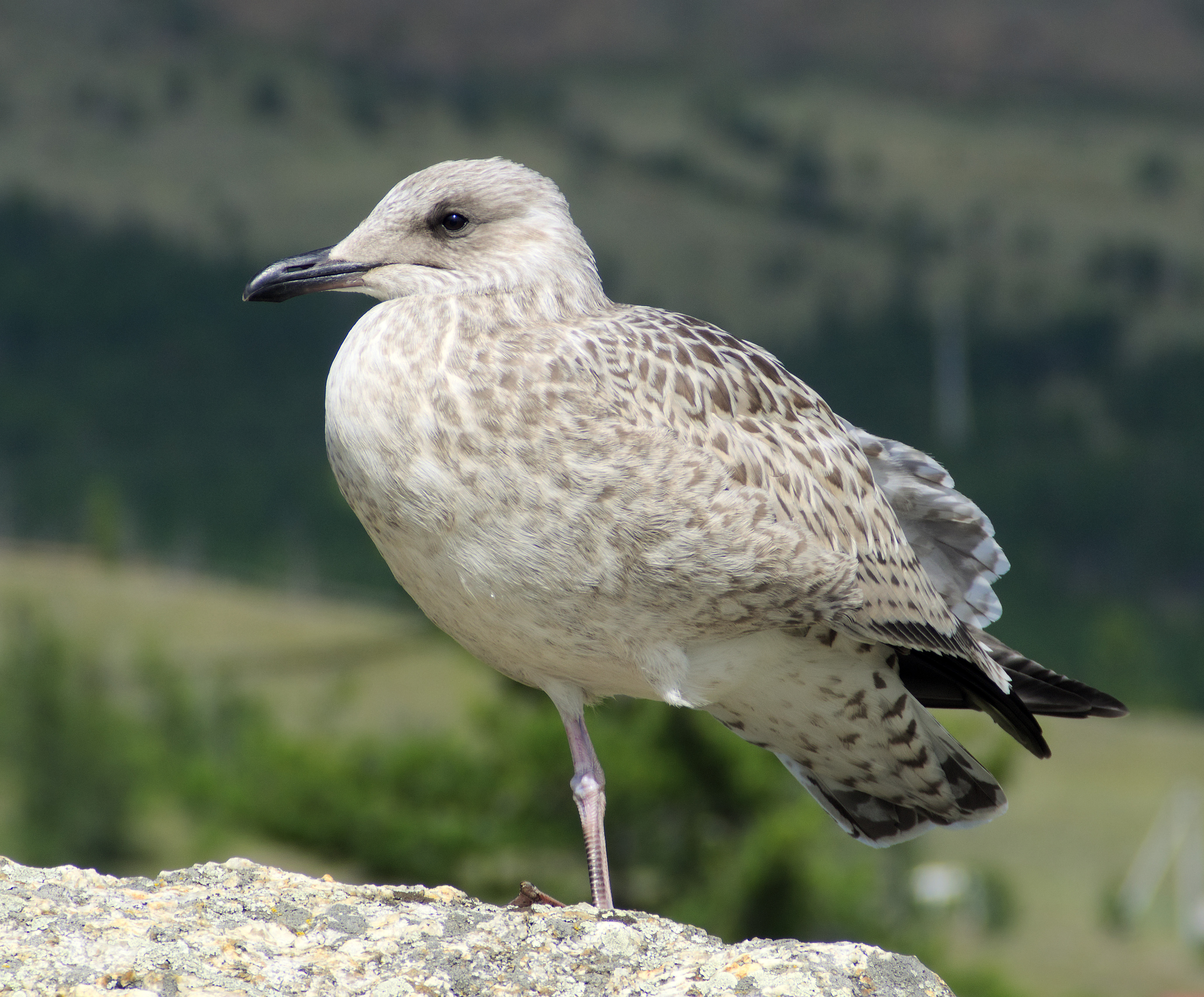
Larus vegae mongolicus
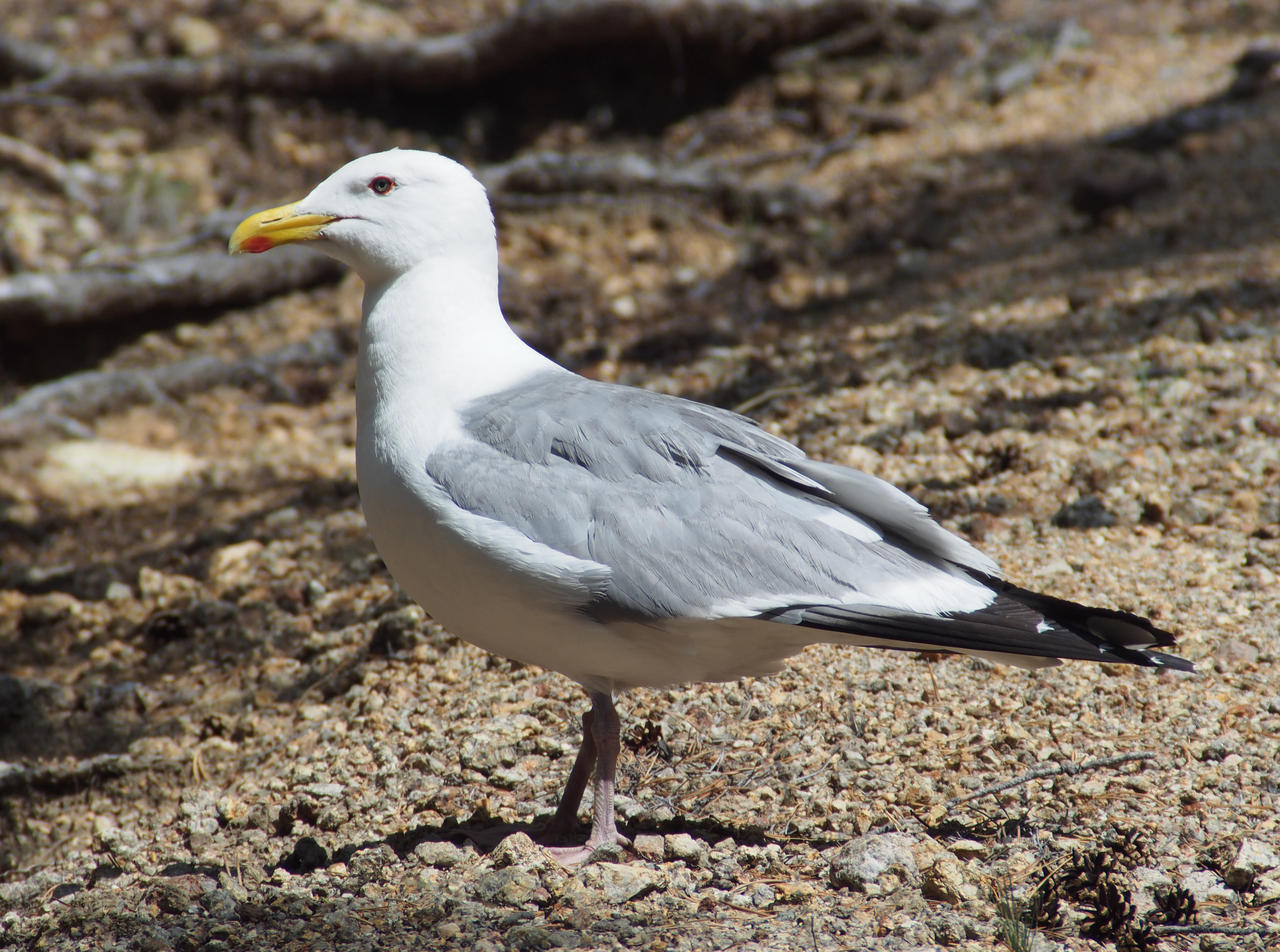